# Биверс, Луиз
Луиз Биверс (англ. Louise Beavers, 8 марта 1900, Цинциннати, Огайо — 26 октября 1962, Голливуд, Калифорния) — американская актриса.

## Биография
Родилась 8 марта 1902 года в Цинциннати в семье школьного учителя, но из-за болезни матери Биверсы вскоре переехали в калифорнийский город Пасадину. В юности будущая актриса увлекалась баскетболом, а также пела в церковном хоре. После окончания школы Биверс работала горничной у популярной в те годы актрисы Леатрис Джой, а в свободное время участвовала в любительских театральных постановках. На одном из таких спектаклей её заметил агент одной из киностудий, и посоветовал ей попробовать свои силы в кино. Сначала она не хотела даже рассматривать такой вариант, потому что считала, что в Голливуде афроамериканцев изображают только как дикарей, но в 1927 году попала на кастинг фильма «Хижина дяди Тома» и получила свою первую роль в кино.
Популярность актриса начала набирать после своей роли в комедии «Кокетка» с Мэри Пикфорд в главной роли. В последующие годы Биверс была довольно востребована в Голливуде, воплощая на экране образ «мамочки» (англ. mammy) — афроамериканки, горничной или прислуги, как правило добродушной, пышнотелой и громкоголосой. Похвалу критиков снискала роль Биверс в драме «Имитация жизни» в 1934 году, где её героине уделялось довольно много экранного времени, что было необычно для афроамериканских персонажей в те годы. Актриса продолжала довольно много сниматься в кино до конца 1950-х, появившись в таких фильмах как «Уступи место завтрашнему дню» (1937), «Последний гангстер» (1937), «Пожнешь бурю» (1942), «Ради любви к Мэри» (1948), «Мятежный подросток» (1956) и «Тэмми и холостяк» (1957). В 1950-х Биверс также снималась на телевидении, где была одной из четырёх актрис (наряду с Хэтти Макдэниел, Этель Уотерс и Амандой Рэндольф) в комедийном телесериале «Бьюла», первом на американском телевидении с афроамериканкой в главной роли.
Последние годы своей жизни актриса испытывала проблемы со здоровьем, обусловленные ожирением и сахарным диабетом. Лиуз Биверс скончалась 26 октября 1962 года в одной из клиник Западного Голливуда после перенесённого сердечного приступа.

## Избранная фильмография
| Год  |   | Русское название | Оригинальное название | Роль            |
| ---- | - | ---------------- | --------------------- | --------------- |
| 1929 | ф | Кокетка          | Coquette              | Джулия          |
| 1934 | ф | Имитация жизни   | Imitation of Life     | Делайла Джонсон |